# Entephria nigrescens
Entephria nigrescens là một loài bướm đêm trong họ Geometridae.